# Puchar Republiki Serbskiej w piłce siatkowej mężczyzn (2022)
Puchar Republiki Serbskiej w piłce siatkowej mężczyzn 2022 – 29. edycja rozgrywek o siatkarski Puchar Republiki Serbskiej zorganizowana przez Związek Piłki Siatkowej Republiki Serbskiej.
Rozgrywki składały się z rundy kwalifikacyjnej, ćwierćfinałów, półfinałów i finału. We wszystkich rundach rywalizacja toczyła się w systemie pucharowym, a o awansie decydowało jedno spotkanie.
Finał odbył się 27 listopada 2022 roku w centrum sportowym Borik (sportski centar Borik) w Banja Luce. Po raz drugi Puchar Republiki Serbskiej zdobył OK Radnik Bijeljina, który w finale pokonał OK Borac Banja Luka. Obaj finaliści zapewnili sobie udział w Pucharze Bośni i Hercegowiny.
MVP finału wybrany został Nikola Drljić.

## System rozgrywek
Puchar Republiki Serbskiej 2022 składał się z rundy kwalifikacyjnej, ćwierćfinałów, półfinałów i finału. Nie był grany mecz o 3. miejsce. We wszystkich rundach rywalizacja toczyła się w systemie pucharowym, a o awansie decydowało jedno spotkanie. Przed każdą rundą odbywało się losowanie wyłaniające pary meczowe.

## Rozgrywki

### Runda kwalifikacyjna
| 30.04.2022 18:00 (UTC+2) | OK Gradiška | 3:2 | Crvena zvijezda Obudovac | Arena Gradiška, Gradiška |

| 04.05.2022 18:00 (UTC+2) | OK Maglić Foča | 0:3 | OK Gacko | Sportska dvorana, Foča |

### Ćwierćfinały
| 06.10.2022 18:00 (UTC+2) | OK Gradiška | 0:3 | OK Borac Banja Luka | Arena Gradiška, Gradiška |

| 06.10.2022 | OK Tempo Ražljevo | 0:3 | OK Mladost Brčko | Ražljevo |

| 05.10.2022 18:00 (UTC+2) | OK Gacko | 3:0 (25:17 25:21 25:19) | OK Ljubinje Bankom | Gacko |

| 05.10.2022 18:30 (UTC+2) | OK Modriča Novoprom | 0:3 (18:25, 17:25, 12:25) | OK Radnik Bijeljina | Kulturno sportski centar, Modriča |

### Półfinały
| 13.10.2022 19:00 (UTC+2) | OK Radnik Bijeljina | 3:0 (25:12, 25:16, 25:13) | OK Gacko | Sportska dvorana OŠ Vuk Karadžić, Bijeljina |

| 26.10.2022 19:00 (UTC+2) | OK Borac Banja Luka | 3:1 (25:13, 25:23, 18:25, 25:16) | OK Mladost Brčko | Sportski centar Borik, Banja Luka |

### Finał
| 27.11.2022 17:00 (UTC+1) | OK Borac Banja Luka | 1:3 (25:19, 21:25, 18:25, 23:25) | OK Radnik Bijeljina | Sportski centar Borik, Banja Luka MVP: Nikola Drljić |